# Plage de Saturraran
La Plage de Saturraran située sur la côte basque appartient à la commune de Mutriku, au Pays basque, Guipuscoa (Espagne). Elle est située dans la baie d'Ondarroa, qui partage avec sa voisine la plage d'Arrigorri, juste dans la limite des provinces de la Guipuscoa et de la Biscaye, à la fin de la petite vallée du Mijoa qui aboutit sur la rive gauche du banc de sable.
Ancien emplacement de la prison pour femmes de Saturraran, elle est un haut lieu de mémoire de la guerre d'Espagne, de la dictature franquiste et de l'histoire des femmes en Europe.

## Description du site
Ses sables, de couleur dorée, sont étendus sur une longueur de 300 m jusqu'aux roches, des bouts d'ardoise qui s'élèvent au-dessus la mer, qui la limitent du côté ouest. La largeur du banc de sable est de quelque 90 m mais très variables selon les marées. Le changement de courants dû aux travaux du port voisin d'Ondarroa ont érodé la partie est de la plage en laissant quelques cailloux, plus visibles en marée basse. La plage de Saturraran finit dans la construction connue comme Saturraran Zahar, une belle et singulière ferme du XVIIIe siècle, haute valeur historique et unique ferme maritime la côte guipuscoanne, la source d'inspiration d'histoires et de romans comme Las inquietudes de Shanti Andia de Pío Baroja ou Siete Relatos de José María de Areilza, comte de Mutriku.
Les eaux, de qualité déficiente étant donné les déchets rejetés dans le Mijoa et dans l'Artibai, qui aboutit à Ondarroa, ainsi que ce qui provient du port de cette localité, ont joui de renommée au début du XXe siècle et ont donné lieu à l'apparition de plusieurs hôtels[réf. souhaitée].

## Guerre d'Espagne et dictature franquiste

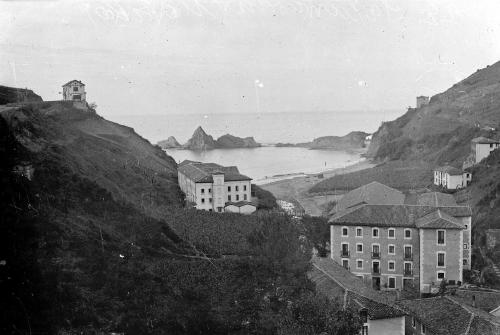
Prison pour femmes de Saturraran (Espagne franquiste).

Les établissements hôteliers de la station balnéaire sont transformés en prison pour femmes (prison centrale de Saturraran) par les nationalistes pendant la guerre d'Espagne, par où sont passées plus de 4 000 prisonnières politiques entre les années 1937 et 1940, dont la célèbre soldate Rosario Sánchez Mora.
Les lieux sont cédés plus tard à l'Église catholique pour son utilisation comme séminaire.
La prison, dédiée à la répression contre les femmes républicaines, a notamment été le lieu d'incarcération d'Ángeles Flórez Peón, considérée comme étant la dernière soldate vivante du conflit et grand témoin de la guerre.
De ces constructions ne restent aucun vestige, mais la mémoire du lieu, dit « La plage des enfants volés », est aujourd'hui récupérée dans le processus de la Loi sur la mémoire historique.

## La partie est de la plage
La partie est de la plage, une fois dépassé le tronçon de roches, s'ouvre sur la rasa mareal (plateforme rocheuse érodée par la mer et qui s'élève juste au-dessus des eaux) est prolongée par la côte guipuscoanne. Dans cet espace se trouvent deux petites criques dont les eaux, à mer ouverte, améliorent considérable la qualité. Dans ces espaces est permis le naturisme. De là à l'est, vers Mutriku, s'étend l'espace connu comme sept plages (Zazpi hondartza ou zazpi plaia en euskara) qui est l'espace pur de plate mareal de l'ouverture sous les falaises. Espace accessible en marée basse et d'une grande richesse piscicole
Le site a donné lieu à la création de différentes histoires et de légendes sur ses roches et le même nom de l'emplacement[réf. souhaitée].

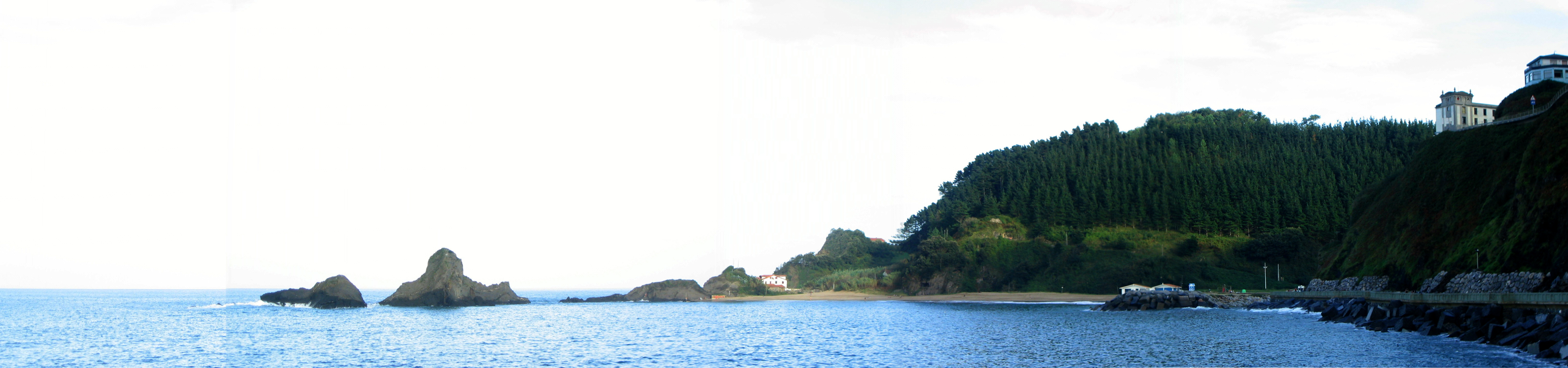
Vue générale de la plage de Saturraran.